# Westering

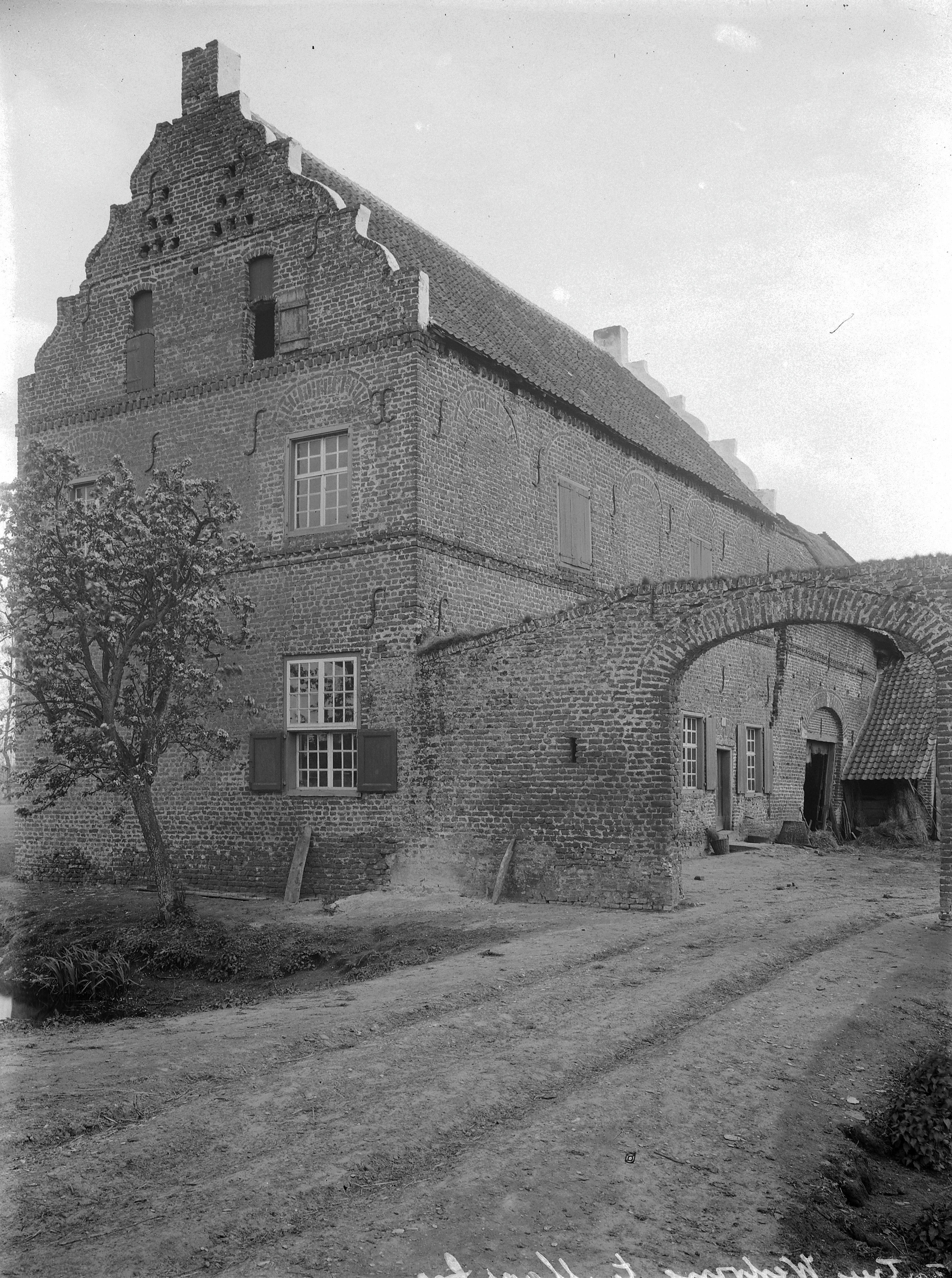
Topgevel Westering

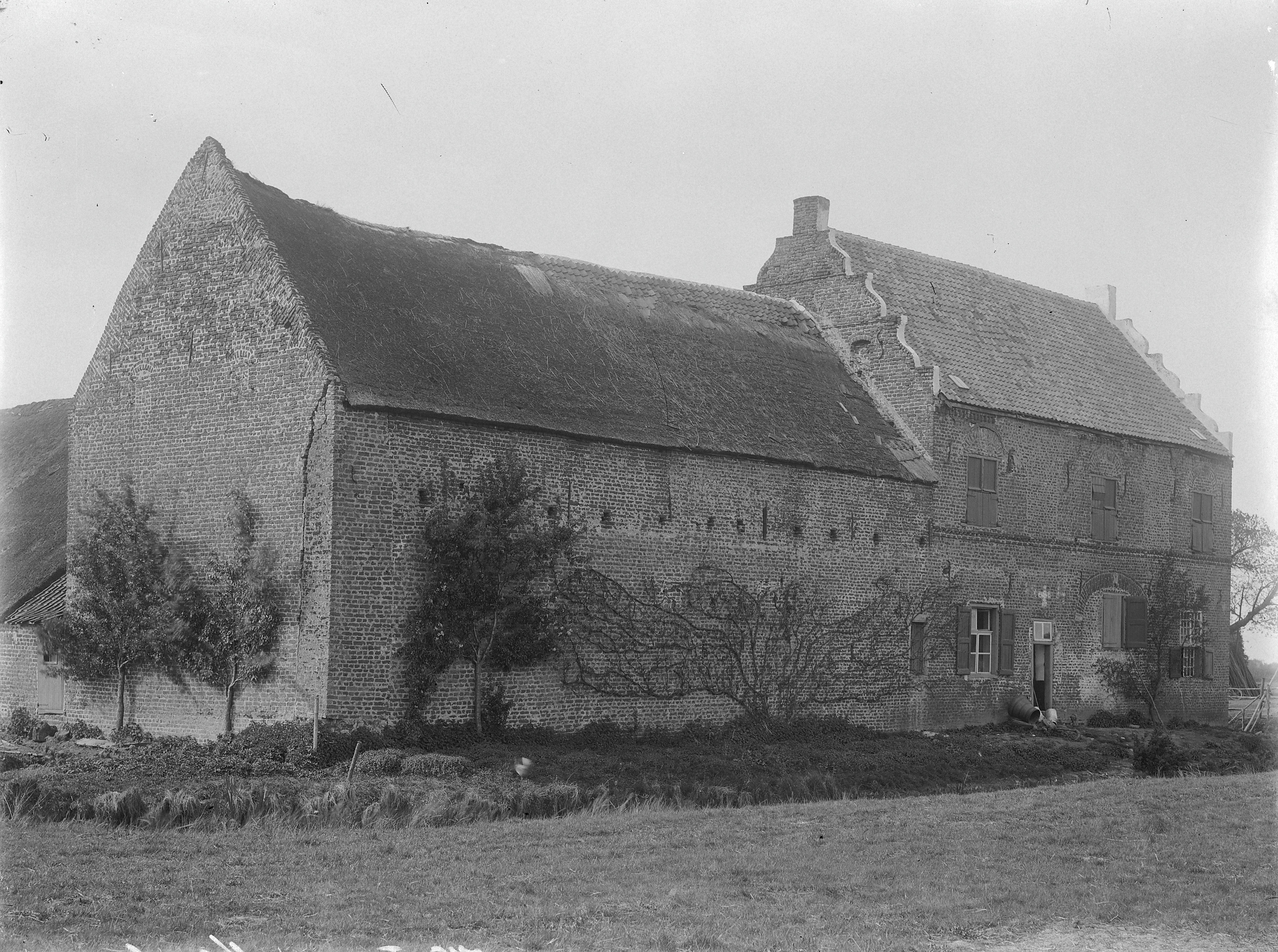
Overzicht

Het Kasteel Westering was een kasteeltje dat gelegen was aan Westeringlaan 69 nabij Maasbree.

## Geschiedenis
De oudste vermelding is van 1451, toen het bewoond werd door telgen van een zijtak van de familie Van Brede. Later kwam het in bezit van de familie Van Lom, en in 1766 aan Jan Frederik Karel van der Mark, die het in 1775 verkocht aan de familie Steins Bisschop. In 1844 werd het weer verkocht. Na 1907 werd het huis tot een paardenstal, en werd de L-vormige stal en schuur afgebroken.
Het kasteeltje, niet meer dan een aanzienlijke omgrachte boerderij, vond zijn einde in november 1944, toen een troep Duitse militairen zich in de kelders verschanste, waarop de Britten het in puin schoten. Het kasteel werd niet meer herbouwd, doch de ruïne werd gesloopt. Een enkele opgaande muur die nog overeind was gebleven, werd in 1995 alsnog gesloopt. Met het puin werden de grachten gedempt.
Het was een oud huis met gezwenkte topgevel waarin zich een duiventil bevond.
Tegenwoordig bevindt zich hier een hoeve, die nog bekend staat onder de naam: 't Kasteelhof.